# Rhammatophyllum erysimoides
Rhammatophyllum erysimoides là một loài thực vật có hoa trong họ Cải. Loài này được (Kar. & Kir.) Al-Shehbaz & O. Appel mô tả khoa học đầu tiên năm 2002.